# Michel Delahaye
Michel Marie Guy Delahaye, född 21 september 1929 i Vertou, Pays-de-la-Loire, död 22 oktober 2016 i Paris, var en fransk skådespelare och filmkritiker.

## Roller i urval
- 1964 – En rövarhistoria
- 1965 – Alphaville
- 1966 – Nunnan
- 1972 – En skön tjej som mej
- 1972 – Sista tangon i Paris
- 1973 – Je sais rien, mais je dirai tout
- 1974 – Farlig vetskap
- 1975 – Bland bockar och brudar
- 1975 – Mr. Klein
- 1978 – L'Argent des autres